# 아침스포츠
《아침스포츠》는 대한민국 문화방송에서 아침 시간대인 스포츠 소식을 전하는 보도 프로그램이었다. 1991년 4월 봄 개편을 맞아 아침 시간대인 뉴스 프로그램(뉴스와이드, 뉴스투데이)의 스포츠 뉴스 코너로 통합되었다.

## 방송 일정
| 방송 채널 | 방송 기간                          | 방송 시간                                  |
| --------- | ---------------------------------- | ------------------------------------------ |
| MBC TV    | 1984년 10월 22일 ~ 1991년 4월 20일 | 월요일 ~ 토요일 아침 6시 30분 ~ 7시 (30분) |

## 역대 진행자
- 서유석 (1984년 10월 22일 ~ 1989년 10월 28일)
- 이윤철 (1989년 10월 30일 ~ 1991년 4월 20일)

## 타이틀 변천사
| 기수 | 타이틀     | 방송 기간                     |
| ---- | ---------- | ----------------------------- |
| 1기  | 스튜디오88 | 1984년 10월 22일 ~ 1989년 1월 |
| 2기  | 아침스포츠 | 1989년 1월 ~ 1991년 4월 20일  |

## 같이 보기
- MBC 뉴스투데이